# Корвін Лайош Голош
Голош Корвін Лайош (Лайош Вайс, та ім'я Корвін на згадку про Отто Корвіна); (8 грудня 1905, Будапешт — 27 березня 1971, Будапешт) — угорський поет, письменник і редактор газет.

## Біографія
Він народився в родині Мойсея Шамуеля та Іди Мульташ. Спочатку вивчав медицину у Відні, а потім у Парижі в 1939 році. Займався поезією з часів навчання, також писав оповідання. Його перша новела була опублікована в 1922 році, і вже тоді він взяв активну, провідну роль у робітничому культурному русі. Хорові вірші, які він писав, були дуже популярними серед робітничого руху. З 1924 року він був посадовою особою транспортної компанії в Угорщині. У 1930 році був засуджений за свої революційні вірші. Втративши роботу в 1933 році, він жив виключно з літератури. У 1935 році взяв участь у конкурсі новел журналу «Захід», серед яких став одним із переможців. У 1930-х роках перебував під постійним наглядом поліції і вісім разів був заарештованим. Він одружився з Анною Ріц-Бартош 21 серпня 1938 р., вдруге одружився — з письменницею Естер Товт, їх спільний син — Мате Голош, відомий режисер.
Його роботи, фіксують спогади та настрої молодості, епічну, поетичну та воїнську індивідуальність художньої творчості.
Історичний роман угорського письменника «Скарби Червоної скелі» Лайоша Голоші Корвіна, описує події на території Закарпаття. Події, описані в романі, передують найбільшому з повстань проти Габсбурзької монархії — повстання під проводом знаменитого Ференца Ракоці. Ці роки — останнє десятиліття XVII століття — були особливо тяжкі для Угорщини, над якою розпростерлася тінь австрійського двоголового орла. Витоптані виноградники, випалені селища, зірвані дощенту все фортеці. Всюди нишпорять численні загони найманців, вогнем і мечем насаджують німецький порядок. Але у відповідь спалахує повстання за повстанням. На чолі їх стають досвідчені, відважні командири куруців — Текелі, …

### Творчість
- Nihil (versek, Budapest, 1928)
- Harc (versek, Budapest, 1930)
- Tömegszállás (versek, Budapest, 1934)
- Harmincas évek (versek, Budapest, 1936)
- Elhal a dal (versek, Budapest, 1938)
- Zivatar (elbeszélés, Budapest, 1940)
- Hátsólépcső (regény, Budapest, 1945)
- Torpedó (elbeszélés, Budapest, 1946)
- Böjti szelek (regény, Budapest, 1947)
- Egy királytigris naplója (humoreszkek, Budapest, 1949)
- A Vöröstorony kincse. Regény a kuruc világból (regény, Budapest, 1954)
- Harmincesztendő. Válogatott versek 1924—1954 (versek, Budapest, 1955)
- Hunyadi (dráma, Budapest, 1956)
- Illetlen vallomás (válogatott elbeszélések, Budapest, 1958)
- Hallgassatok meg! (versek, Budapest, 1960)
- Óbudai búcsú (önéletrajz, Budapest, 1961)
- Komédiások (kisregény, Budapest, 1965)
- A vízbefúlt hal (versek, Budapest, 1970)
- Füttyszó a sötétben. Válogatott versek 1924—1971 (válogatott versek, Budapest, 1974)
- A szürke eminenciás (regény, Budapest, 1976)
- Hunyadi — Pázmán lovag. Színpadi művek (dráma, Budapest, 1978)
- Böjti szelek és más szatirikus írások (Budapest, 1979)